# Рэнцэнгийн Пурвээ
Рэнцэнгийн Пурвээ (монг. Рэнцэнгийн Пүрвээ; 1933, сомон Тэшиг аймака Булган, Монголия) — монгольский медик, врач-радиолог, педагог, профессор, Заслуженный врач Монголии, лауреат Государственной премии Монголии (1981). Первый народный врач Монголии.

## Биография
В 1955 году окончил лечебный факультет национального медицинского университета. В 1955—1956 годах работал старшим врачом общего профиля в аймаке Булган.
В 1956 году отправился в Москву, где в течение года изучал визуальную диагностику, стал одним из первых врачей в Монголии, специализирующихся на визуальной патологической анатомии с помощью света, с использованием рентгеновского излучения, рентгеновского, пленочного и компьютерного томографического оборудования. В 1957—1961 годах — врач-радиолог Государственной центральной больницы Улан-Батора.
В 1964—1968 годах работал в Центральном институте сердечно-сосудистых заболеваний г. Москвы. В 1986 году повышал квалификацию в Японии на курсах компьютерной томографии.
В 1961 по 1995 год — научный сотрудник медицинского института, врач-консультант. Благодаря отличному знанию и определению болезней внутренних органов по свету, прославился в народе.
Преподавал в Институте медицины и здоровья национального медицинского университета. Подготовил десятки известных врачей.
Написал и издал книгу «Руководство врача», множество статей и рекомендаций.
За успешную организацию и осуществление внедрения методов сердечно-сосудистой хирургии в медицинскую практику в 1981 году награждён Государственной премией Монголии. В 1990 году стал первым народным врачом Монголии.